# Tibioplus
Tibioplus este un gen de păianjeni din familia Linyphiidae.
Cladograma conform Catalogue of Life:
| Tibioplus | \| \| Tibioplus diversus \| \| \| \| \| \| Tibioplus tachygynoides \| \| \| \| |
|           | \| \| Tibioplus diversus \| \| \| \| \| \| Tibioplus tachygynoides \| \| \| \| |
|           | Tibioplus diversus                                                             |
|           |                                                                                |
|           | Tibioplus tachygynoides                                                        |
|           |                                                                                |